# Coronavírus
Os coronavírus são um grupo de vírus de genoma de RNA simples de sentido positivo (serve diretamente para a síntese proteica), conhecidos desde meados dos anos 1960. Pertencem à subfamília taxonómica Orthocoronavirinae da família Coronaviridae, da ordem Nidovirales.
A maioria das pessoas se infecta com os coronavírus comuns ao longo da vida. Eles são uma causa comum de infecções respiratórias brandas a moderadas de curta duração. Entre os coronavírus encontra-se o vírus causador da forma de pneumonia atípica grave conhecida por SARS, e o vírus causador da COVID-19, responsável pela pandemia em 2020 e 2021.

## Taxonomia
Os coronavírus da subfamília Orthocoronaviridae se dividem em quatro gêneros: Alphacoronavirus, Betacoronavirus, Gammacoronavirus e Deltacoronavirus. De todos esses gêneros, há seis espécies que causam infecção em humanos.
No gênero Alphacoronavirus há os coronavírus humanos das espécies HCoV-229E e HCoV-NL63, que causam infecções leves a moderadas comuns. Neste gênero também se encontra o CCoV, o coronavírus canino, que causa gastroenterite em cães e pode ser prevenido com vacina.
No gênero Betacoronavirus há os coronavírus humanos das espécies HCoV-OC43, HCoV-HKU1, SARSr-CoV e MERS-CoV.
HCoV-OC43 e HCoV-HKU1 causam infecções leves a moderadas comuns. MERS-CoV causa a doença MERS (Síndrome respiratória do Médio Oriente).
A espécie SARSr-CoV se divide nas cepas SARS-CoV, que causa a doença SARS (Síndrome respiratória aguda grave), e SARS-CoV-2, que causa a doença Covid-19 (COrona VIrus Disease 2019).
O SARS-CoV-2, causador da COVID-19, foi identificado em 2020, tem "parentesco" com o vírus da SARS-CoV. Causa febre, tosse e falta de ar e dificuldade para respirar (pneumonia).

## Origem evolutiva dos coronavírus humanos
Existem sete cepas conhecidas de coronavírus humanos, e todas elas evoluíram de coronavírus de outros animais.
June Almeida descobriu o primeiro coronavírus humano no St Thomas' Hospital em Londres em 1964.
| Nome da cepa | Descoberta | Origem evolutiva | Doença causada   |
| HCoV-229E    | 1960       | O coronavírus humano 229E divergiu do coronavírus da alpaca antes de 1960 | Resfriado comum. |
| SARS-CoV     | 2002       | O coronavírus humano SARS divergiu do coronavírus de morcego em 1986 | Doença SARS.     |
| HCoV-OC43    | 2004       | O coronavírus humano OC43 divergiu do coronavírus bovino em 1890 | Resfriado comum. |
| HCoV-NL63    | 2004       | O coronavírus humano NL63 divergiu do coronavírus de morcego 822 anos atrás | Resfriado comum. |
| HCoV-HKU1    | 2005       | O coronavírus humano HKU1 divergiu do coronavírus de morcego | Resfriado comum. |
| MERS-CoV     | 2012       | O coronavírus humano MERS divergiu do coronavírus de morcego antes dos anos 90 e transmitido aos humanos pelos camelos | Doença MERS.     |
| SARS-CoV-2   | 2019       | 1 - Estudos publicados em 22 de janeiro de 2020 sugeriram que o SARS-CoV-2 tenha divergido do coronavírus de cobras. Porém, posteriormente cientistas questionaram a possível origem e novas investigações continuaram sendo feitas. 2 - Estudos publicados em 30 de janeiro de 2020 sugeriram que o vírus tenha divergido da versão que parasita morcegos e transmitido aos humanos por um animal ainda desconhecido. Estudos posteriores indicaram que o vírus tenha divergido da versão que parasita pangolins por possuir material genético 99% igual ao do vírus encontrado neste animal. 3 - Estudos publicados em 14 de maio de 2020 afirmam que, embora o vírus do pangolim esteja geneticamente relacionado ao SARS-CoV-2, bem como a um grupo de coronavírus de morcego, os dados obtidos nas análises moleculares e filogenéticas não suportam que o vírus tenha surgido deste animal. | Doença Covid-19. |

Foram descobertos em 2020, seis novos coronavírus em morcegos em Mianmar, mas esses vírus não estão relacionados ao Síndrome Respiratório Agudo Grave de Coronavírus (SARS CoV-1), Síndrome Respiratória do Oriente Médio (MERS) ou COVID-19.

## Sinais e sintomas
Diferentes coronavírus afetam diferentes espécies causando diferentes doenças. Os principais sintomas da COVID-19 são febre, tosse e fadiga.

## Transmissão
A transmissão do vírus pode se dar:
- Por meio de tosse ou espirro;
- Contato pessoal próximo, como toque ou aperto de mão;
- Contato com objetos ou superfícies contaminadas, seguido então de contato com a boca, nariz ou olhos.

Entre os grupos de risco estão qualquer pessoa que cuidou do paciente, incluindo profissionais de saúde ou familiares, que tenha tido contato físico com o paciente ou que tenha permanecido no mesmo local que o paciente doente. 
Em 2020, análises indicaram que o SARS-CoV-2 (anteriormente 2019-nCoV) pode ter passado de um animal para o ser humano.

## Patogenia e Manifestação Clínica
O Coronavírus é um vírus de RNA de cadeia simples que pode causar doenças respiratórias em humanos e animais. O vírus que causa a COVID-19, o SARS-CoV-2, é uma nova cepa que foi identificada pela primeira vez em Wuhan, China, em dezembro de 2019. O Sars-CoV-2 sofre mutação quase uma vez por semana – uma taxa 50% maior do que se pensava antes. A nova estimativa está em um estudo, publicado em 24 de agosto, no jornal científico Genome Biology and Evolution. Isso ocorre por ele ser um vírus de material genético de RNA. O processo de replicação do vírus é propenso a algumas falhas, na qual nem sempre a sequência genética é copiada perfeitamente e esses erros acabam gerando variantes do vírus. Dependendo de onde essa falha no genoma é processada, o vírus pode perder a capacidade de sobreviver e enfraquecer, como também pode ganhar mais força e seguir se replicando e propagando doenças. 
O maior perigo é quando essas mutações geram proteínas de superfície no vírus, que neutralizam ou enganam nosso sistema imunológico, o que demanda mais atenção.
Patogenia
Após entrar no nosso corpo, o vírus vai infectar células específicas através das suas glicoproteínas. Essas glicoproteínas estão presentes na superfície do vírus e irão auxiliar a ligação dele com o receptor da célula hospedeira. No exemplo da patogenia do SARS-CoV-2, que ainda não é totalmente compreendida, acredita-se que envolva os seguintes passos:
- Ligação ao Receptor ACE2:  A glicoproteína presente no SARV-CoV2 é chamada de Spike. Ela só consegue se ligar ao receptor das células que possuem uma enzima chamada ECA2 - enzima conversora de angiotensina. Essa interação entre o vírus e a célula vai possibilitar a invasão do patogênico.
- Entrada na célula: O vírus entra na célula hospedeira através da fusão da sua membrana com a membrana celular.
- Replicação viral: O vírus replica-se no citoplasma da célula hospedeira.
- Montagem e libertação: Novas partículas virais são montadas e libertadas da célula hospedeira por exocitose.

O processo de multiplicação do vírus até a manifestação dos primeiros sintomas é chamado de período de incubação.
Durante esse período o patógeno está se replicando dentro do hospedeiro, ainda sem causar nenhum sintoma para o infectado.
Ex. O período médio de incubação por coronavírus é de 05 dias, com intervalos que chegam a 12 dias, tempo em que os primeiros sintomas levam para aparecer desde a infecção.
A apresentação clínica e sintomas também vão depender de onde as células infectadas estão situadas no trato respiratório. Ex: Se as células infectadas estiverem presentes nas vias aéreas superiores, os sintomas poderão ser de dor de garganta, coriza, tosse, espirros e etc. Já se estiverem localizadas nas vias aéreas inferiores, os sintomas serão mais graves, como dor no peito, falta de ar, tosse persistente e até pneumonia.
Curiosidade: Diferença dos termos relacionado ao coronavírus
Coronavírus: nome dado a uma extensa família de vírus que se assemelham. Muitos deles já nos infectaram diversas vezes ao longo da história da humanidade. Dentro dessa família há vários tipos de coronavírus, inclusive os chamados SARS-CoVs.
SARS-CoV-2: vírus da família dos coronavírus que, ao infectar humanos, causa uma doença chamada Covid-19. Por ser um microrganismo que até pouco tempo não era transmitido entre humanos, ele ficou conhecido, no início da pandemia, como “novo coronavírus”.
Covid-19: doença que se manifesta em nós, seres humanos, após a infecção causada pelo vírus SARS-CoV-2.

## Epidemiologia

### Pandemia de 2019–2022

Mapa-múndi e mapa de propagação de pandemia entre países.Desde o início do atual surto de coronavírus (SARS-CoV-2), causador da Covid-19, houve uma grande preocupação diante de uma doença que se espalhou rapidamente em várias regiões do mundo, com diferentes impactos. De acordo com a Organização Mundial da Saúde (OMS), em 18 de março de 2020, os casos confirmados da Covid-19 já haviam ultrapassado 214 mil em todo o mundo. Não existiam planos estratégicos prontos para serem aplicados a uma pandemia de coronavírus – tudo é novo. Recomendações da OMS,1 do Ministério da Saúde do Brasil, do Centers for Disease Control and Prevention (CDC, Estados Unidos)2 e outras organizações nacionais e internacionais têm sugerido a aplicação de planos de contingência de influenza e suas ferramentas, devido às semelhanças clínicas e epidemiológicas entre esses vírus respiratórios. Esses planos de contingência preveem ações diferentes de acordo com a gravidade das pandemias.Três grandes surtos do coronavírus, incluindo SARS-CoV, MERS-CoV e o mais recente 2019-nCoV, foram causados por um vírus zoonótico que infectou humanos a partir de morcegos, seu principal reservatório animal. O coronavírus conseguiu adaptar-se e sofrer mutações para infectar humanos, resultando em surtos pandêmicos como o recente COVID-19. O vírus rapidamente se espalhou da China para 213 países/territórios, causando milhões de infecções e mortes.

A 11 de março de 2020, o surto foi declarado uma pandemia, sendo que o número de casos confirmados a nível mundial atingiu mais de 121 000, sendo em 120 diferentes territórios, dos quais mais de 80 000 na China. O número de mortes ascende a 4 300, havendo mais de 1 200 mortes fora da China.

### Surto de 2015 na Coreia do Sul
Um surto de MERS foi associado a um viajante que havia retornado do Oriente Médio. Quase 200 pessoas foram infectadas e houve 36 mortes.

### Surto de 2012 no Oriente Médio
Em 2012 foi isolado outro novo coronavírus, distinto do SARS-CoV. Esse novo coronavírus, desconhecido até então, foi inicialmente identificado na Arábia Saudita e, posteriormente, em outros países do Oriente Médio, na Europa e na África. Todos os casos identificados fora da Península Arábica tinham histórico de viagem ou contato recente com viajantes procedentes de países do Oriente Médio – Arábia Saudita, Catar, Emirados Árabes e Jordânia. Pela localização dos casos, a doença passou a ser designada como síndrome respiratória do Oriente Médio, cuja sigla é MERS, do inglês “Middle East Respiratory Syndrome”. O novo vírus foi nomeado coronavírus associado à MERS (MERS-CoV).

### Surto de 2002 na China[34]
Os primeiros casos da síndrome respiratória aguda grave (SARS - Severe Acute Respiratory Syndrome), causada pelo SARS-CoV, aconteceram na China em 2002, tendo o vírus se espalhado rapidamente para mais de doze (12) países na América do Norte, América do Sul, Europa e Ásia. Entre 2002 e 2003, mais de oito mil (8 000) pessoas foram infectadas e cerca de oitocentas (800) morreram, no que foi chamado uma "epidemia global". (SARS-CoV).